# Aplastodiscus lutzorum
Aplastodiscus lutzorum é uma espécie de perereca da família Hylidae, endémica do bioma do Cerrado, no Brasil.
É a única espécie endémica de um só bioma no género Aplastodiscus. Possui de 30 a 36 milímetros de comprimento, sendo a menor do clado da espécie, e é diferenciada das outras espécies pela duração de sua vocalização e pela cor da íris.
A descrição da espécie foi publicada no dia 3 de janeiro de 2017, por cinco pesquisadores brasileiros. Recebeu o nome de Aplastodiscus lutzorum em homenagem aos pesquisadores Adolfo e Bertha Lutz, pioneiros nos estudos das espécies do género. Ainda não foi catalogada pela IUCN, mas possivelmente será categorizada como espécie pouco preocupante.

## Taxonomia
A espécie foi descrita no dia 3 de janeiro de 2017, por Bianca Berneck, Ariovaldo Giaretta, Reuber Brandão, Carlos Cruz e Célio Haddad na revista científica ZooKeys. Após as análises, foi possível descobrir que a espécie fazia parte do gênero Aplastodiscus, mais especificamente ao clado Aplastodiscus perviridis. Os indivíduos coletados para foram encontrados em Minas Gerais, Distrito Federal e Goiás, tendo machos e fêmeas. Os espécimes usados como referência no estudo foram encontrados em Unaí, Minas Gerais em fevereiro e março de 2007 e todos eram machos. Já o holótipo era um macho e foi encontrado em 12 de dezembro de 2011 na Fazenda São Bento, em Alto Paraíso de Goiás, Goiás, numa altitude de 1 150 metros. Trata-se de uma nova espécie devido a seu tamanho reduzido em relação aos outros representantes do clado, trinta a 36 milímetros, por apresentar a íris bicolorida e também por apresentar uma vocalização mais de duas vezes mais longa que a dos outros indivíduos. Também foram feitos exames genéticos nos Estados Unidos e na Coreia do Sul que atestaram a especialização. Foi nomeada Aplastodiscus lutzorum em homenagem aos cientistas brasileiros Adolfo e Bertha Lutz, que foram os pioneiros na descoberta e estudo do género Aplastodiscus. Com a descoberta da espécie, são totalizados 15 espécies no género.

## Distribuição e habitat

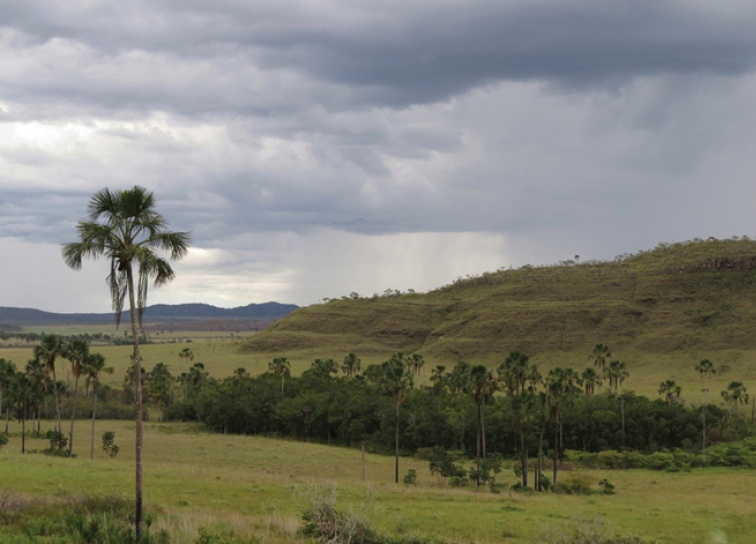
Vista de uma floresta de galeria, local onde a espécie ocorre.

Actualmente, não se tem certeza exata sobre sua área de distribuição, sabendo se apenas que a espécie é endêmica do Cerrado, com indivíduos encontrados nos estados de Goiás e Minas Gerais e no Distrito Federal. Todos os indivíduos encontrados foram avistados em florestas de galerias, com buritis (Mauritia flexuosa) esparsos. Todos os locais estão acima dos mil metros de altitude. Espécies que ocupam o mesmo local são Hypsiboas ericae e H. albopunctatus. A espécie ainda não foi catalogada pela União Internacional para a Conservação da Natureza (IUCN), mas devido a sua área de distribuição ser englobada por parques ambientais, como o Parque Nacional da Chapada dos Veadeiros, e pelas espécies locais serem categorizadas da mesma maneira, os taxonomistas sugerem que seja catalogada como espécie pouco preocupante (LC).

## Descrição
Os indivíduos da espécie possuem tamanho entre 30 a 36 milímetros. A largura da cabeça é 20% maior do que seu comprimento, o focinho é arredondado quando visto de perfil, sendo um pouco menos quando visto pelo dorso, o canthus rostralis é curvo e a região loreal é côncava, com as narinas ovais, com a região entre as narinas preenchidas por estrias. A dobra supratimpânica é distinta, vindo do ângulo posterior da órbita a inserção do antebraço. O tímpano também é distinto, quase circular, tendo como diâmetro 48,5% do diâmetro do olho. A pálpebra superior é suave, assim como o dorso. A dobra torácica também é perceptível. Possui apenas um saco vocal, sendo externo, subgular e extensível. Seus dedos são finos e longos, sem margens laterais, terminando em pequenos discos arredondados. Não possui prepollex, almofada nupcial e dobra supracloacal. A maior diferença entre os indivíduos da mesma espécie são o tamanho e a quantidade de cromatóforos marrons pela pele, podendo ser ser mais esparsos ou densos.
Em indivíduos vivos, a parte dorsal da cabeça é verde escuro, quase oliva. O dorso e a lateral são verde amarelados, com pequenos e dispersos melanóforos. A parte superior de sua glândula pineal é dourada, enquanto 2/3 da parte inferior é vermelho cobre. O saco vocal é verde azulado. Já em indivíduos em preservativo, a cor muda para o bege pálido, com o dorso repleto de manchas marrom escuras, sendo mais escuras que qualquer outra parte do corpo. O abdômen é amarelo pálido.

## Comportamento

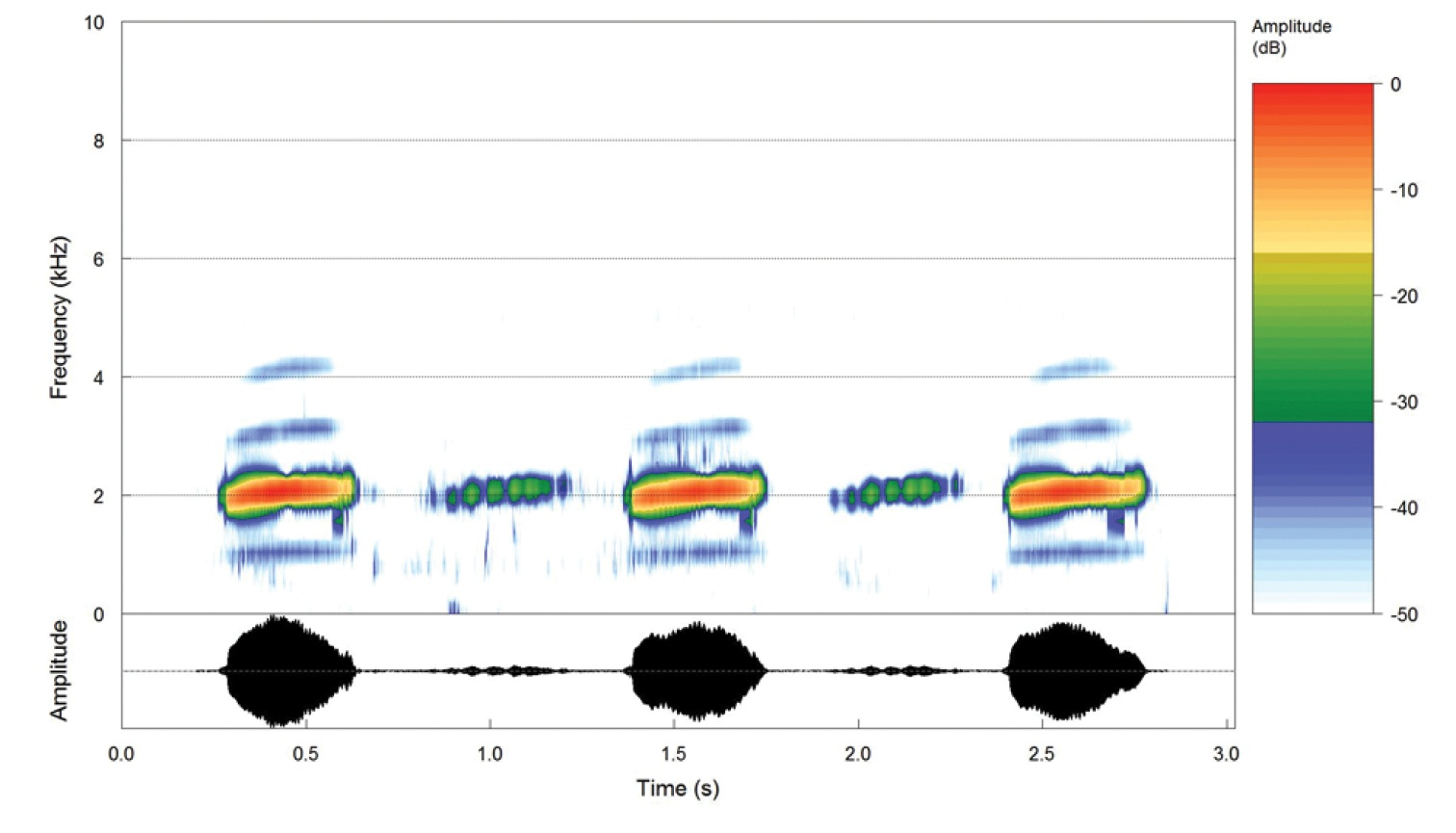
Espectro sonoro e oscilograma de uma sequência de três vocalizações de advertência.

Os cientistas que descobriram esta espécie encontraram uma fêmea com oócitos em meados de dezembro, sendo visíveis devido a serem grandes e pela transparência da pele. Os machos vocalizam entre dezembro e março, fazendo isso em florestas ribeirinhas, em galhos e folhas a cinco metros de altura do corpo d'água. Às vezes a espécie coaxa em solos húmidos e lamacentos, e com uma grande quantidade de arbustos, quando a floresta primária é removida e já possui uma secundária em desenvolvimento. Seus girinos são desconhecidos.
As vocalizações de advertência são longas, com repetições regulares, respeitando um padrão médio de 39 vocalizações por minuto. O coaxar parece um apito sendo usado por 0,26 a 0,40 segundos. A frequência mínima varia entre os 1 494 a 1 732 Hz, e a máxima entre 2 334 a 2 647 Hz. Costuma ter uma modulação frequencial ascendente, atingindo o ápice entre os 49 e 70% da vocalização.